# آلنا بلیاوا
آلنا بلیاوا (انگلیسی: Alena Belyaeva؛ زادهٔ ۱۳ فوریهٔ ۱۹۹۲) بازیکن فوتبال اهل روسیه است.
وی همچنین در تیم ملی فوتبال زنان روسیه بازی کرده‌است.